# Ligamentum inguinale
Het ligamentum inguinale of de liesband  is een band dwars in de liesplooi die loopt vanaf de spina iliaca anterior superior naar het tuberculum pubicum.
Het vormt de basis van de canalis inguinalis. Verschillende structuren lopen dus diep van dit ligament: musculus psoas major, musculus iliacus, musculus pectineus, nervus femoralis, arteria femoralis, en vena femoralis. Nervus cutaneus lateralis, die lateraal de huid van het dijbeen innerveert, en lymfeklieren (deze zijn te voelen als kleine bolletjes in het trigonum femorale mediale.)